# Diocesi di Facusa
La diocesi di Facusa (in latino: Dioecesis Phacusiensis) è una sede soppressa e sede titolare della Chiesa cattolica.

## Storia
Facusa, identificabile con Es-Salihiyeh, è un'antica sede episcopale della provincia romana dell'Augustamnica Prima nella diocesi civile d'Egitto. Faceva parte del patriarcato di Alessandria ed era suffraganea dell'arcidiocesi di Pelusio.
L'unico vescovo documentato di questa antica diocesi è Mosé, il cui nome appare nella lista, trasmessa da Atanasio di Alessandria, dei vescovi meleziani che Melezio di Licopoli inviò all'arcivescovo Alessandro di Alessandria all'indomani del concilio di Nicea del 325.
Tra i 48 vescovi egiziani che Atanasio di Alessandria portò con sé al concilio di Tiro del 335 si trova anche quello di Mosé; la lista, riportata dallo stesso Atanasio, non menziona tuttavia la sede di appartenenza dei vescovi. Se il vescovo Mosè presente in questa lista è lo stesso vescovo meleziano del 325, se ne conclude che, tra i due concili, il vescovo di Facusa si era riconciliato con Atanasio ritornando all'ortodossia.
Alla fine del IV secolo la pellegrina Egeria fece tappa anche a Facusa, la cui sede era occupata da un monaco vescovo, di cui però Egeria non riporta il nome.
Dal XIX secolo Facusa è annoverata tra le sedi vescovili titolari della Chiesa cattolica; il titolo non è più assegnato dal 20 gennaio 1984. Il suo ultimo titolare è stato Xavier Rey, prelato di Guajará-Mirim in Brasile.

## Cronotassi

### Vescovi greci
- Mosé † (prima del 325 - dopo il 335 ?)
- Anonimo † (fine IV secolo)

### Vescovi titolari
- Carlo Giuseppe Testa † (20 marzo 1885 - 24 settembre 1887 deceduto)
- Caspar Henry Borgess † (14 agosto 1888 - 3 maggio 1890 deceduto)
- Josephus Hubertus Drehmanns † (12 giugno 1899 - 3 febbraio 1900 succeduto vescovo di Roermond)
- Eugène-Marie-Joseph Allys, M.E.P. † (30 gennaio 1908 - 23 aprile 1936 deceduto)
- Fabian Yu Teh Guen † (7 luglio 1936 - 6 marzo 1943 deceduto)
- Xavier Rey, T.O.R. † (19 maggio 1945 - 20 gennaio 1984 deceduto)